# Fannia xui
Fannia xui är en tvåvingeart som beskrevs av Feng 2003. Fannia xui ingår i släktet Fannia och familjen takdansflugor. Inga underarter finns listade i Catalogue of Life.